# Leucorrhinia
Leucorrhinia és un gènere d'odonats anisòpters de la família Libellulidae.
Són generalment anomenats carablancs a causa del seu distintiu front pàl·lid.

## Taxonomia
Llista alfabètica.
- Leucorrhinia albifrons (Burmeister, 1839)
- Leucorrhinia borealis Hagen, 1890
- Leucorrhinia caudalis (Charpentier, 1840
- Leucorrhinia circassica Bartenev, 1929
- Leucorrhinia dubia (Van der Til·ler, 1825)
- Leucorrhinia frigida Hagen, 1890
- Leucorrhinia glacialis Hagen, 1890
- Leucorrhinia hudsonica (Selys, 1850)
- Leucorrhinia intacta (Hagen, 1861)
- Leucorrhinia intermedia Bartenev, 1912
- Leucorrhinia orientalis Selys, 1887
- Leucorrhinia patricia Walker, 1940
- Leucorrhinia pectoralis (Charpentier, 1825)
- Leucorrhinia proxima Calvert, 1890
- Leucorrhinia rubicunda (Linnaeus, 1758)
- Leucorrhinia ussuriensis Bartenev, 1914

## Espècies presents a Catalunya[3]
- Leucorrhinia dubia
- Leucorrhinia pectoralis

## Galeria

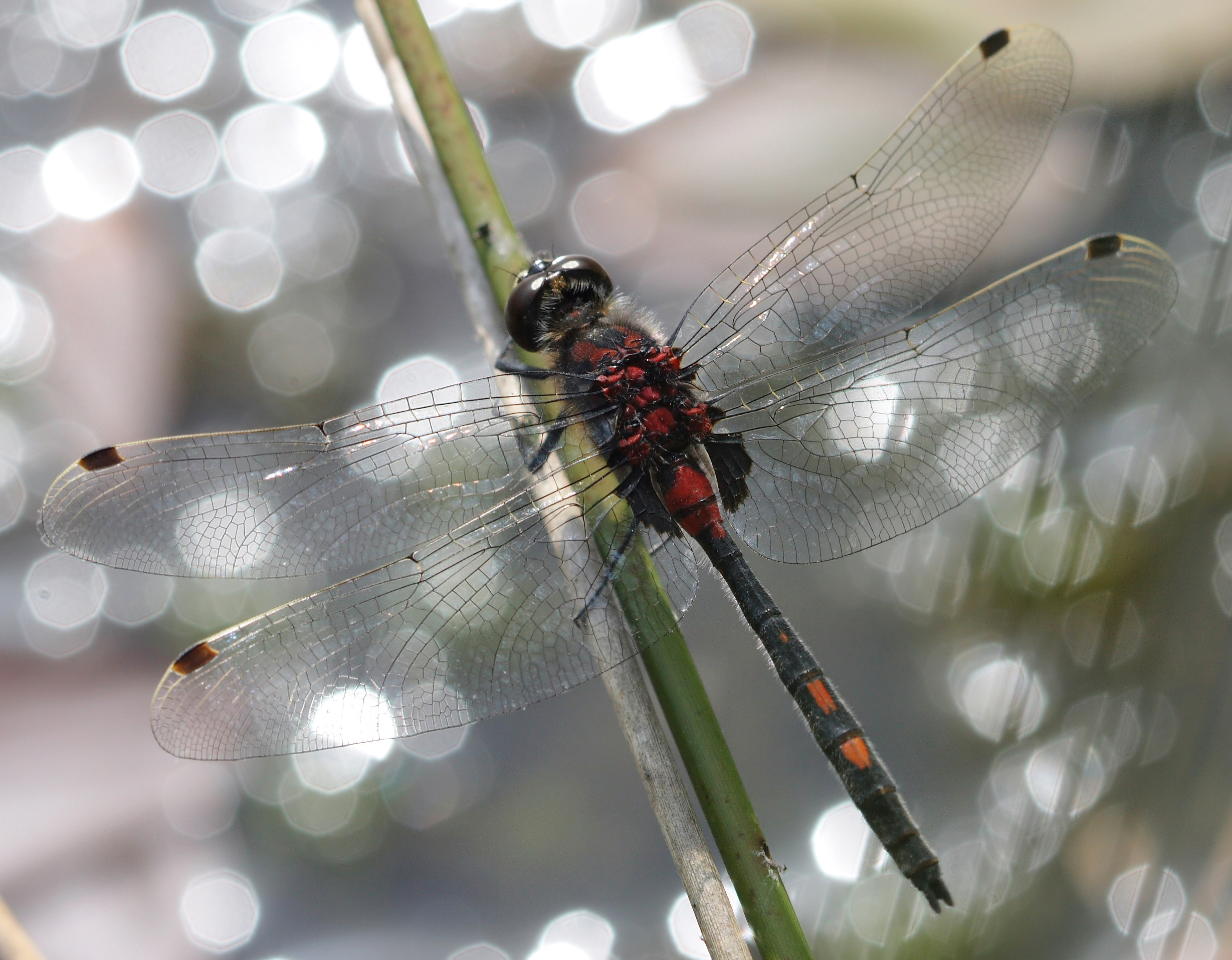
Leucorrhinia dubia mascle
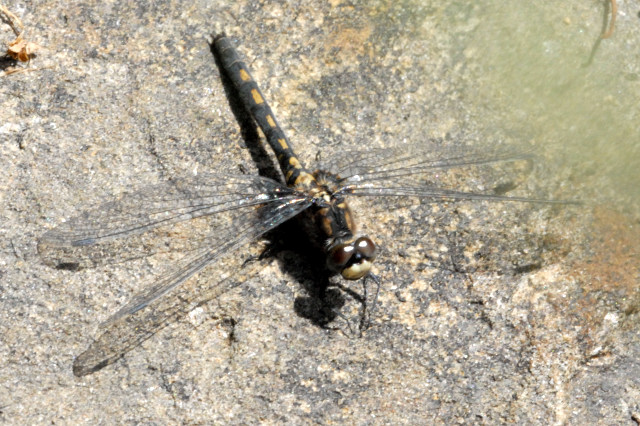
Leucorrhinia dubia femella
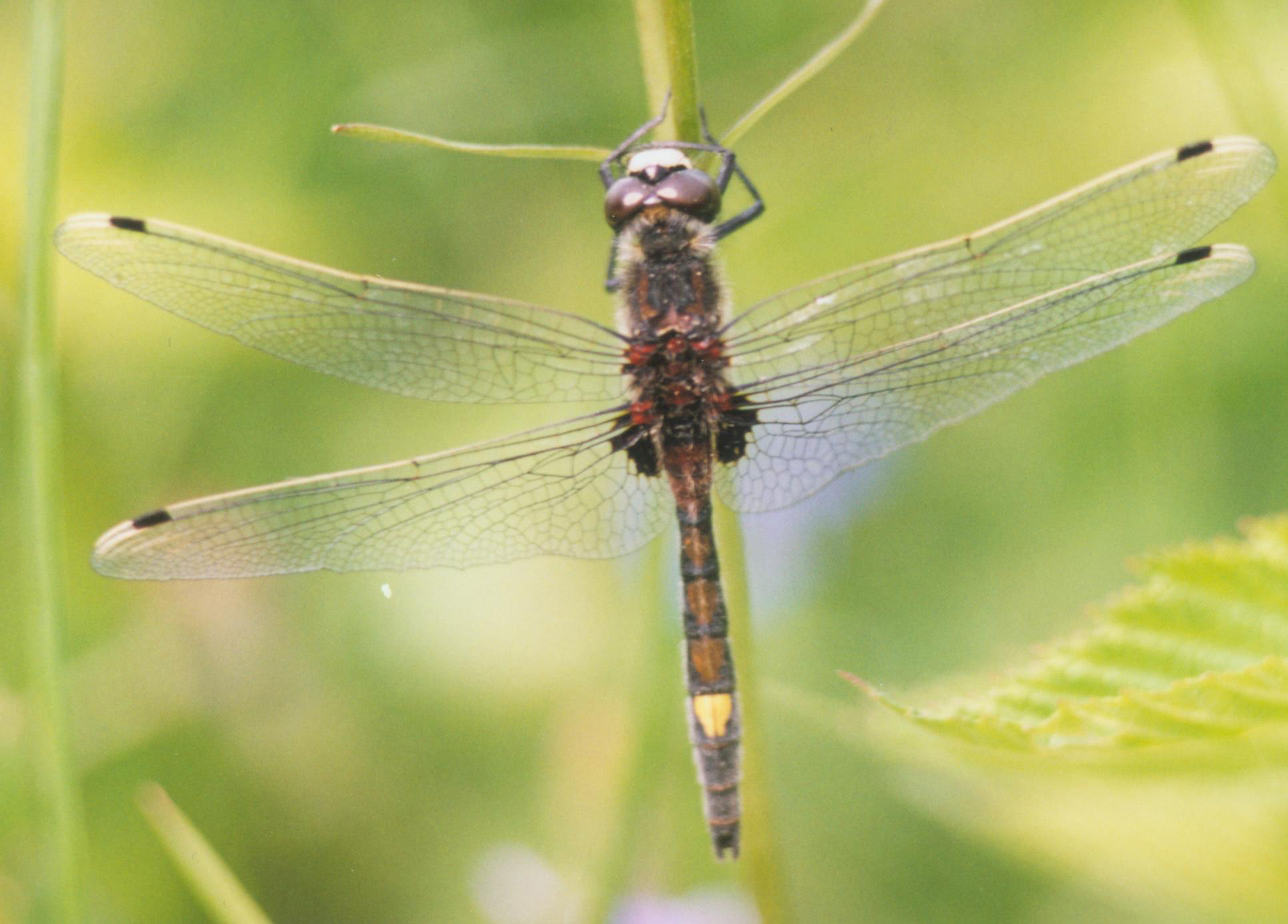
Leucorrhinia pectoralis mascle
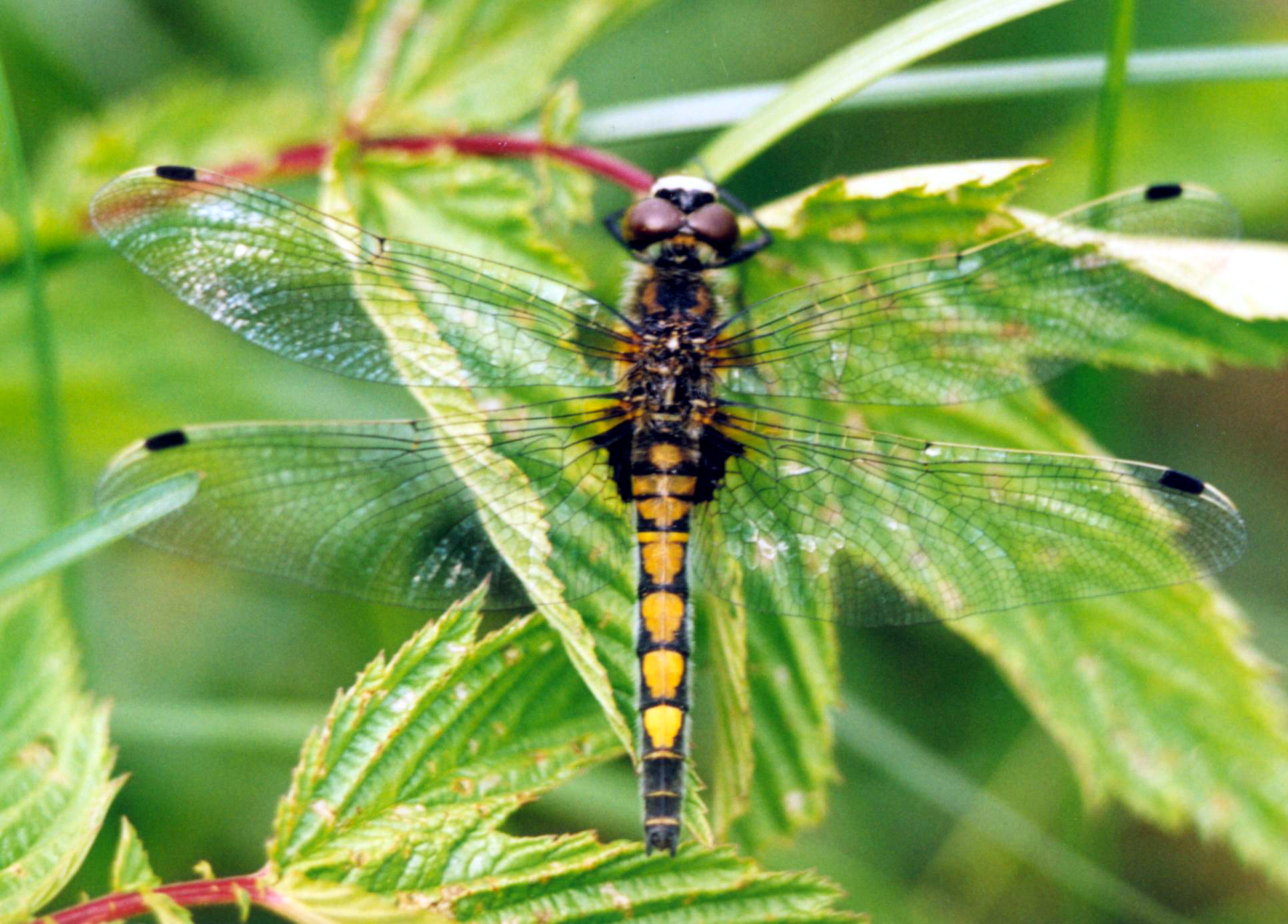
Leucorrhinia pectoralis femella